# Titularbistum Pulcheriopolis
Pulcheriopolis war eine antike Stadt in der römischen Provinz Epirus Novus bzw. Epirus.
Pulcheriopolis (ital.: Pulcheriopoli) ist ein ehemaliges Bistum der römisch-katholischen Kirche und heute ein Titularbistum. Es gehörte der Kirchenprovinz Dyrrachium an.
| Titularbischöfe von Pulcheriopolis |                                                  |                                                               |                   |                    |
| Nr.                                | Name                                             | Amt                                                           | von               | bis                |
| 1                                  | Bernard Mels CICM Titularerzbischof pro hac vice | emeritierter Bischof von Luiza (Demokratische Republik Kongo) | 3. Oktober 1970   | 17. Mai 1986       |
| 2                                  | Andrzej Wojciech Suski                           | Weihbischof in Płock (Polen)                                  | 12. August 1986   | 25. März 1992      |
| 3                                  | Jean-Pierre Ricard                               | Weihbischof in Grenoble (Frankreich)                          | 17. April 1993    | 4. Juli 1996       |
| 4                                  | Michel Pollien                                   | Weihbischof in Paris (Frankreich)                             | 12. Juli 1996     | 15. Januar 2013    |
| 5                                  | Jossafat Moschtschytsch                          | Weihbischof in Iwano-Frankiwsk (Ukraine)                      | 27. Mai 2014      | 12. September 2017 |
| 6                                  | Daniel Francisco Blanco Méndez                   | Weihbischof in San José de Costa Rica (Costa Rica)            | 28. November 2017 |                    |